# 乌尔里希·菲费斯
乌尔里希·菲费斯（德語：Ulrich Viefers，1972年5月26日—），德国男子赛艇运动员。他曾代表德国参加1996年夏季奥林匹克运动会赛艇比赛，获得男子八人单桨有舵手银牌。